# Josef von Werklein
Le baron Joseph von Werklein (né dans le comitat de Lika-Senj en 1777, mort à Vienne en 1849) est un militaire et un homme politique autrichien, secrétaire d'état du duché de Parme, Plaisance et Guastalla et premier ministre de Marie-Louise.

## Biographie
En 1794, Joseph von Werklein participe aux campagnes militaires autrichiennes contre la France révolutionnaire. Il est promu au grade de colonel et de 1815 à 1818, il est gouverneur civil et militaire du duché de Lucca.
En 1820, le comte Adam Albert de Neipperg l'appelle à Parme pour devenir secrétaire d'état et secrétaire du cabinet de la duchesse Marie-Louise. À la mort de Neipperg en 1829, le gouvernement autrichien le nomme premier ministre du duché. Il instaure une politique bien plus réactionnaire que son prédécesseur ce qui le rend impopulaire auprès d'une grande partie de la population.
En février 1831, des émeutes éclatent à Parme, face aux insurgés qui crient « Vive Marie-Louise » et « Mort à Werklein » il s'enfuit et se met à l'abri au-delà du Pô. Il rejoint Vienne d'où il envoie une lettre, au ministre Vincenzo Mistrali (it), pour se justifier invoquant aussi ses conditions de vie économiques précaires. Le gouvernement de Parme le congédie. Il est remplacé par Wenzel Philipp von Mareschall.